# 馬里恩鎮區 (堪薩斯州波旁縣)
馬里恩鎮區（英語：Marion Township）為位在美國堪薩斯州波旁縣的鎮區。2010年美国人口普查中該鎮區人口有1,109人。

## 地理
馬里恩鎮區涵蓋面積259.62平方（100.24平方英里），境內設有兩座城市：布朗森和尤寧敦。

### 墓園
根據美國地質調查局的資料，此鎮區擁有5座墓園：
- 哈奇墓園（Hatch Cemetery）
- 馬里恩墓園（Marion Cemetery）
- 芒特宰恩墓園（Mount Zion Cemetery）
- 特基克里克墓園（Turkey Creek Cemetery）
- 沃爾納特希爾墓園（Walnut Hill Cemetery）

### 溪流
通過此鎮區的溪流有：
- 戴爾溪（Dyer Creek）
- 欣頓溪（Hinton Creek）
- 特基溪（Turkey Creek）
- 沃爾納特溪（Walnut Creek）
- 德賴伍德溪西支流（West Fork Dry Wood Creek）
- Wolfpen溪

## 人口統計
根據2010年美國人口普查，馬里恩鎮區人口有1,109人，人口密度為4.27人/平方公里。此鎮區居民之種族有95.13%為白人；1.17%為非裔美洲人；0.72%為美洲原住民；0.18%為亞洲人；0%為太平洋島民；1.26%為其他種族；另外有1.53%為混血種族。而西班牙裔或拉丁裔美洲人佔此鎮區人口的1.98%。

## 外部連結
- City-Data.com （页面存档备份，存于）
- Bourbon County Maps: Current （页面存档备份，存于）, Historic Collection （页面存档备份，存于）